# Зніч (Біла Піска)
Міський народний спортивний клуб «Зніч» Біла Піска (пол. Miejski Ludowy Klub Sportowy Znicz Biała Piska) — польський футбольний клуб з Білої Піски, заснований у 1954 році. Виступає у Третій лізі. Домашні матчі приймає на Міському стадіоні, місткістю 500 глядачів.